# Diamond Dixon
Diamond Dixon (* 29. Juni 1992 in El Paso, Texas) ist eine US-amerikanische Sprinterin, die sich auf den 400-Meter-Lauf spezialisiert hat.
Bei den Olympischen Spielen 2012 in London wurde sie im Vorlauf der 4-mal-400-Meter-Staffel eingesetzt und trug so zum Gewinn der Goldmedaille durch das US-Team bei.
2012 wurde sie für die University of Kansas startend NCAA-Hallenmeisterin.

## Persönliche Bestzeiten
- 200 m: 23,38 s, 5. Mai 2013, Waco
  - Halle: 23,61 s, 15. Februar 2014, Fayetteville
- 400 m: 50,88 s, 24. Juni 2012, Eugene
  - Halle: 51,78 s, 10. März 2012, Nampa